# Gateway GPRS Support Node
GGSN, förkortning av Gateway GPRS Support Node, är en slags televäxel som används inom datakommunikation för mobiltelefoni. Den är en del av ett GPRS-nätverk och används för att koppla fram datatrafik för både GSM- och UMTS/3G-mobiler. Datatrafiken kan bestå av många olika tjänster, till exempel WAP, IP-pakettrafik och mms.
GGSN är den växel som står närmast det rena IP-nätet och är i "nedre" ändan kopplad till SGSN för att transportera datapaketen med terminalen som slutstation.
Enkelt uttryckt kan en GGSN betraktas som en vanlig IP-router, det är den som utför all routing-funktionalitet mellan mobilen och IP-nätet. Den arbetar nära ihop med SGSN som har kontroll över de "mobiltelefona" bitarna och GGSN är just den router som finns mellan mobilen och internet.